# Ayt Chiker
Ayt Cicar (in berbero: ⴰⵢⵜ ⵛⵉⵛⴰⵔ, Ayt Cicar; in arabo آيث شيشار‎?) è una città del Marocco, nella provincia di Nador, nella Regione Orientale. Si trova nel Rif, a circa 20 km a nord di Nador. La cittadina è conosciuta nella regione per il suo mercato settimanale della domenica (come ricorda il nome stesso, che significa appunto "il mercato della domenica degli Ayt Cicar").
La città è anche conosciuta come Beni Chiker, Aït Chichar o Rḥad n Ayt Cicar.

## La tribù degli Ayt Cicar
La tribù degli Ayt Cicar, che dà il nome alla località, è una delle 5 frazioni che compongono la confederazione degli Iqerεiyen. Le altre sono gli Imeεzujen, gli Ayt Sidal (o Sidar), gli Ayt Bu Yifrur e gli Ayt Bu Jafar.